# Rupert Lowe
Rupert James Graham Lowe (ur. 31 października 1957 w Oksfordzie) – brytyjski przedsiębiorca, działacz piłkarski i polityk, były prezes Southampton F.C., deputowany do Parlamentu Europejskiego IX kadencji, poseł do Izby Gmin.

## Życiorys
Studiował zarządzanie nieruchomościami na University of Reading. Pracował w Londynie w sektorze bankowym, w tym w Morgan, Grenfell & Co. i Deutsche Banku. Później obejmował stanowiska dyrektorskie i menedżerskie w różnych przedsiębiorstwach m.in. w Proton Partners International. W latach 1996–2006 i 2008–2009 pełnił funkcję prezesa klubu piłkarskiego Southampton F.C. W 2003 zarządzana przez niego drużyna dotarła do finału FA Cup. Został później właścicielem i dyrektorem Brazilian Soccer Schools.
W 1997 kandydował do Izby Gmin z ramienia eurosceptycznej Referendum Party. W 2019 zaangażował się w działalność polityczną w ramach Brexit Party. W wyborach w tym samym roku z listy tego ugrupowania uzyskał mandat posła do Parlamentu Europejskiego IX kadencji, który wykonywał do czasu zakończenia brexitu w 2020. W 2024 z ramienia Reform UK został wybrany na deputowanego do niższej izby brytyjskiego parlamentu. W 2025 zawieszono go w prawach członka partii; zarzucono mu kierowanie gróźb przemocy fizycznej wobec przewodniczącego ugrupowania.